# Pteronymia picta
Pteronymia picta är en fjärilsart som beskrevs av Osbert Salvin 1869. Pteronymia picta ingår i släktet Pteronymia och familjen praktfjärilar. Inga underarter finns listade.